# Федеральна служба захисту конституції Німеччини
Федеральна служба захисту конституції Німеччини (нім. Bundesamt für Verfassungsschutz) — спецслужба внутрішнього призначення в Німеччині, що підкоряється Міністерству внутрішніх справ. Засновано в 1950 році. Контролюється Парламентським контрольним комітетом (Parlamentarisches Kontrollgremium). У 2005 році служба мала 2448 співробітників. Бюджет в 2005 р. становив 137 мільйонів євро. Здійснює у ФРН контррозвідувальну діяльність.
Основне завдання — спостереження за організаціями, що становлять загрозу владі та «вільному й демократичному основному правопорядку» Німеччини. Спецслужба публікує щорічні річні звіти. У зоні уваги служби перебувають ультраправі, в тому числі неонацистські партії, ультраліві, ісламістські та інші екстремістські організації іноземних громадян, розвідки іноземних держав та саєнтологія; до компетенції служби відносяться також захист від саботажу і запобігання доступу до конфіденційної інформації.